# Таскудук (Байдибекский район)
Таскудук (каз. Тасқұдық, до 1993 г. — Ортакшил) — село в Байдибекском районе Туркестанской области Казахстана. Входит в состав Жамбылского сельского округа. Код КАТО — 513653500.

## Население
В 1999 году население села составляло 480 человек (240 мужчин и 240 женщин). По данным переписи 2009 года, в селе проживало 489 человек (257 мужчин и 232 женщины).